# La Montre brisée
Pour plus de détails, voir Fiche technique et Distribution.
La Montre brisée (titre original : Karin Ingmarsdotter) est un film suédois muet de Victor Sjöström, inspiré du roman Jérusalem en Dalécarlie de Selma Lagerlöf et sorti en 1920.

## Synopsis
Ingmar, un veuf, meurt en tentant de sauver trois enfants pris dans une inondation. Le mari de sa fille devient alcoolique, il en meurt, et elle retrouver l'homme qu'elle avait aimé auparavant.

## Fiche technique
- Titre du film : La Montre brisée
- Titre original : Karin Ingmarsdotter
- Réalisation : Victor Sjöström
- Scénario : Ester Julin et Victor Sjöström d'après le roman de Selma Lagerlöf, Jérusalem en Dalécarlie (1901)
- Son : Film muet
- Production : Svenska Biograftatern
- Pays de production :  Suède
- Durée : 1heure 55 minutes
- Date de sortie : 2 février 1920

## Distribution
- Victor Sjöström : Ingmar
- Tora Teje : Karin Ingmarsdotter
- Nils Aréhn
- Josua Bengtson
- Bror Berger
- Harriet Bosse
- Carl Browallius
- Tyra Dörum
- Emil Fjellström : Stark-Ingmar
- Nils Lundell
- Tor Weijden